# Serica shaanxiensis
Serica shaanxiensis är en skalbaggsart som beskrevs av Ahrens 2005. Serica shaanxiensis ingår i släktet Serica och familjen Melolonthidae. Inga underarter finns listade i Catalogue of Life.